# Amígdales linguals
Les amígdales linguals són dues petites masses de teixit limfàtic localitzades a la base de la llengua, una a cada costat. Estan compostes de teixit limfàtic, formant part del sistema immunitari, encarregat de la defensa del nostre organisme enfront de virus, bacteris i altres patògens.

## Patologia
De vegades, la seva hipertròfia causa problemes a l'hora de practicar una intubació traqueal. És una anomalia poc simptomàtica, difícil de veure en l'examen físic habitual de la via aèria i que fa necessària l'exploració preanestèsica amb fibroscopi. Pot provocar apnea del son en infants i adults. Adesiara, un limfoma pediàtric o un pseudolimfoma és l'origen de la hipertròfia amigdalina i d'aquest trastorn. En elles rarament es formen abscessos, els quals són causa de faringàlgia aguda i adesiara poden amenaçar la vida de la persona afectada. Les complicacions dels abscessos periamigdalins són força inusuals però molt diverses, per exemple: obstrucció de la via respiratòria superior, síndrome de Lemierre, fasciïtis necrosant cervical, mediastinitis, erosió de l'artèria caròtide interna, fístula orofaríngica, abscés cerebral, síndrome de xoc tòxic estreptocòccic o abscés de l'espai parafaríngic. Una reacció adversa atípica derivada de l'administració d'immunoteràpia per via sublingual en determinades al·lèrgies és la inflamació eosinofílica de l'amígdala lingual.